# Rue Choderlos-de-Laclos
Pour les articles homonymes, voir Choderlos et Laclos.
La rue Choderlos-de-Laclos est une voie située dans le quartier de la Gare du 13e arrondissement de Paris, en France. Elle porte le nom de l'écrivain Pierre Choderlos de Laclos comme de nombreuses rues consacrées à des auteurs dans le voisinage de la bibliothèque François-Mitterrand.

## Situation et accès
La rue Choderlos-de-Laclos est accessible à proximité par la ligne 14 à la station Bibliothèque François-Mitterrand.

## Historique
Cette voie privée est créée sur des terrains appartenant à la SNCF dans le cadre de l'aménagement de la ZAC Paris-Rive-Gauche sous le nom provisoire de « voie CR/13 » et prend sa dénomination actuelle le 9 mars 1993.
Par arrêté municipal en date du 24 juillet 2006, elle est ouverte à la circulation publique.

## Bâtiments remarquables et lieux de mémoire
- Accès au jardin Georges-Duhamel, par sa partie basse.

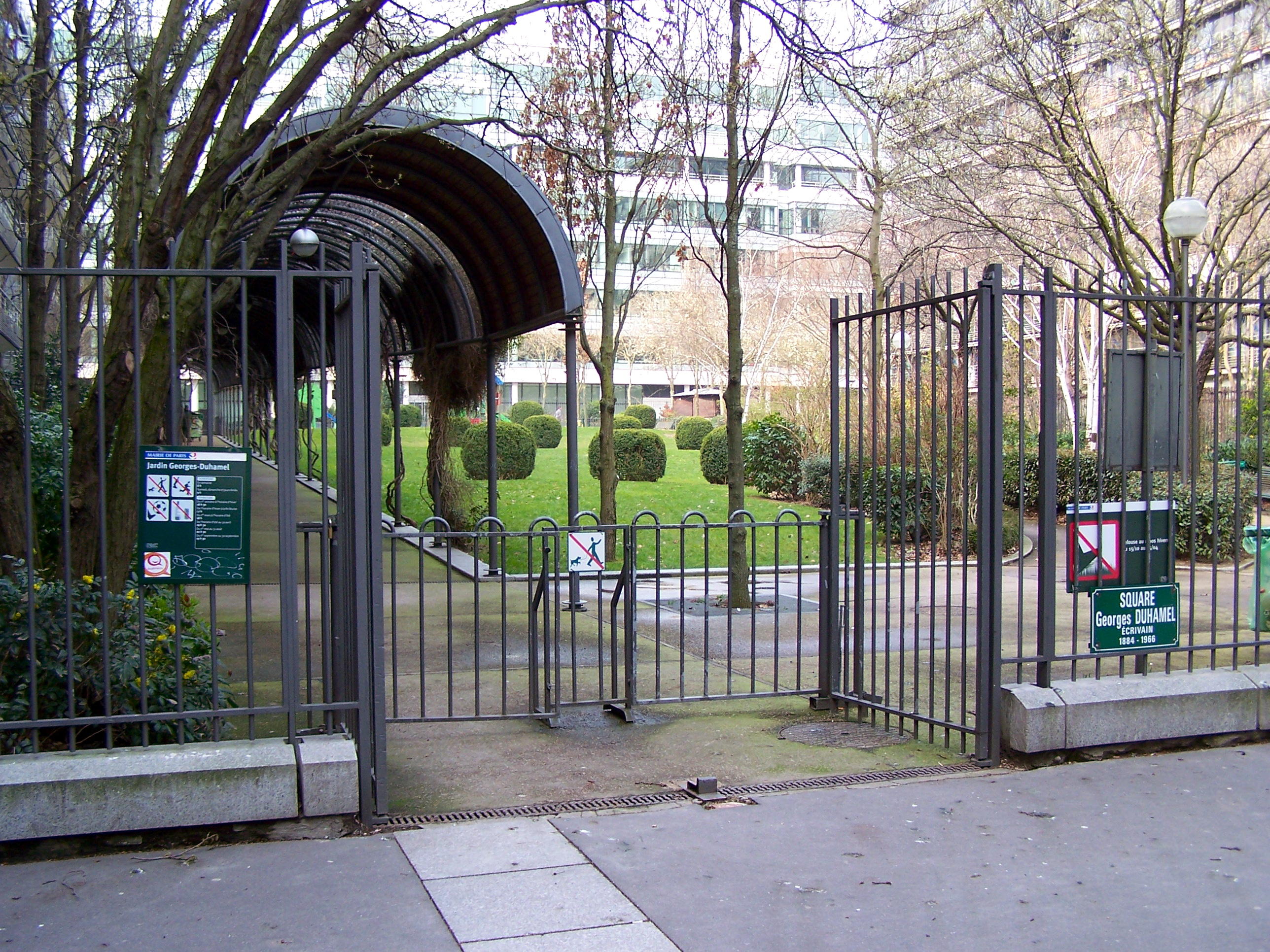
Entrée du jardin Georges-Duhamel.